# Hydrellia rixator
Hydrellia rixator är en tvåvingeart som beskrevs av Deonier 1971. Hydrellia rixator ingår i släktet Hydrellia och familjen vattenflugor. Inga underarter finns listade i Catalogue of Life.